# Duart Castle

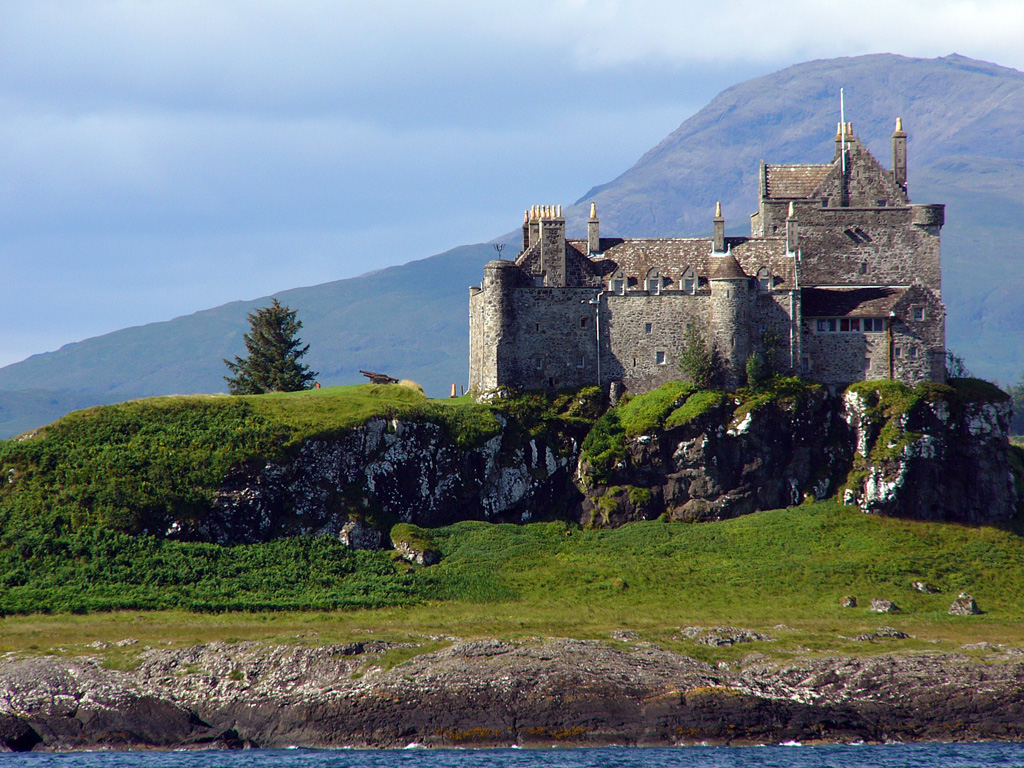
Duart Castle.

Duart Castle eller Caisteal Dhubhairt på skotsk gaeliska (betyder Svart udde) är ett slott beläget på ön Isle of Mull utanför skotska västkusten i området Argyll och Bute.
Slottet byggdes på 1200-talet och är säte för klanen Maclean.
Det ingick i hemgiften när Lachlan Lubanach Maclean gifte sig med Mary, som var dotter till John, Herre över Öarna (Lord of the Isles).
Under många århundraden kämpade Macleanarna mot rivaliserande klaner och ibland mot överlägsna styrkor. År 1688 lades slottet delvis i ruiner efter ett bombardemang från sjösidan av engelska krigsfartyg. År 1691 kom det övergivna, delvis skadade slottet i klanen Campbells ägo och de förstörde slottet ytterligare, så att det blev en ruin helt och hållet.
Stenarna från slottets väggar användes så småningom bl.a. till att bygga en stuga nära slottsruinen av Donald Maclean, 5:e lairden av Torloisk.
Ättlingar till Archibald Campbell, 1:e Hertig av Argyll sålde slottsruinen 1801, och efter ett antal ägarbyten blev ruinen separerad från andra ägor. Sir Fitzroy Donald Maclean, 26:e klanhövdingen för Maclean, köpte tillbaka Duart 1911 och återställde slottet till dess nuvarande skick, och 1912 invigdes det återigen.
Slottet bebos fortfarande av den nuvarande klanhövdingen för Maclean, Sir Lachlan Hector Charles Maclean av Duart och Morvern, 28:e klanhövding för Maclean och 12:e Baronet av Morvaren.